# 拉罗什普雷费
拉罗什普雷费，意译为"费附近拉罗什"，因靠近"费 (科雷兹省)"而得名，是法国科雷兹省的一个市镇，位于该省东北部，属于于塞勒区。该市镇总面积17.24平方公里，2009年时的人口为63人。

## 人口
拉罗什普雷费（Laroche-près-Feyt）人口变化图示